# Альфан, Адольф
Жан Шарль Адольф Альфан (26 октября 1817, Гренобль — 6 декабря 1891, Париж) — французский инженер-строитель и архитектор.

## Биография
Окончил семинарию в родном городе, после чего отправился в Париж, где учился в лицее Карла Великого. В 1835 году поступил в Политехническую школу, а в 1837 году в Национальную школу мостов и дорог. После завершения получения образования в 1839—1853 годах работал инженером в Бордо. В конце 1853 года был приглашён бароном Османом принять участие в глобальной перестройке города, так называемой османизации Парижа, и занять должность главного инженера отдела благоустройства. Под руководством Альфана были устроено или перестроено большое количество садов, парков, площадей и бульваров; в частности, им были устроены парк Бют-Шомон и парк Монсо, а также перестроены Елисейские поля. До 1870 года был членом совета департамента Жиронда от кантона Кутра.
Сохранил свой пост после отставки Османа в январе 1870 года, во время Франко-прусской войны руководил строительством фортификационных сооружений вокруг Парижа, после падения Второй империи был назначен Адольфом Тьером руководителем всех строительных работ в Париже. С 1878 года после смерти Бельграна возглавлял также службу водоснабжения и канализации города. Участвовал в подготовках Всемирных выставок в Париже в 1878 и 1889 годах, в 1889 году получил Большой крест Ордена Почётного легиона, а в 1891 году после смерти Османа занял его место в Академии изящных искусств. Похоронен на кладбище Пер-Лашез. Его перу принадлежит работа «Les promenades de Paris» (1867—1872, 2 тома).